# Mittelmeer-Blauleng
Der Mittelmeer-Blauleng (Molva macrophthalma, Syn.: M. dypterygia macrophthalma, M. dipterygia elongata, M. elongata), auch Mittelmeer-Leng genannt, ist ein Meeresfisch aus der Ordnung der Dorschartigen (Gadiformes) der im nordöstlichen Atlantik von den Küsten Irlands über die Biskaya und die Küsten der Iberischen Halbinsel bis in das westliche Mittelmeer und dort bis in das östliche Ionische Meer vorkommt.

## Merkmale
Der Mittelmeer-Blauleng hat einen schlanken und sehr langen, aalartig langgestreckten Körper und kann eine Maximallänge von 108 cm erreichen. Wie beim Blauleng (Molva dypterygia) ist sein Schwanzstiel auffällig schmaler als beim Leng (Molva molva), die Kinnbartel ist kürzer. Der Unterkiefer steht vor. Die Unterkieferbartel ist kürzer als der Augendurchmesser. Vom Blauleng unterscheidet sich der Mittelmeer-Blauleng durch die kürzeren Bauchflossen. Der Mittelmeer-Blauleng ist grau bis bräunlich gefärbt mit einer weißlichen Bauchseite. Die Hinterkanten der unpaaren Flossen sind dunkel mit weißen Rändern.